# Чхар-Ецері
Чхар-Ецері (груз. ჩხარ-ეწერი) — село в Грузії.
За даними перепису населення 2014 року в селі проживає 577 осіб.